# Speleologie

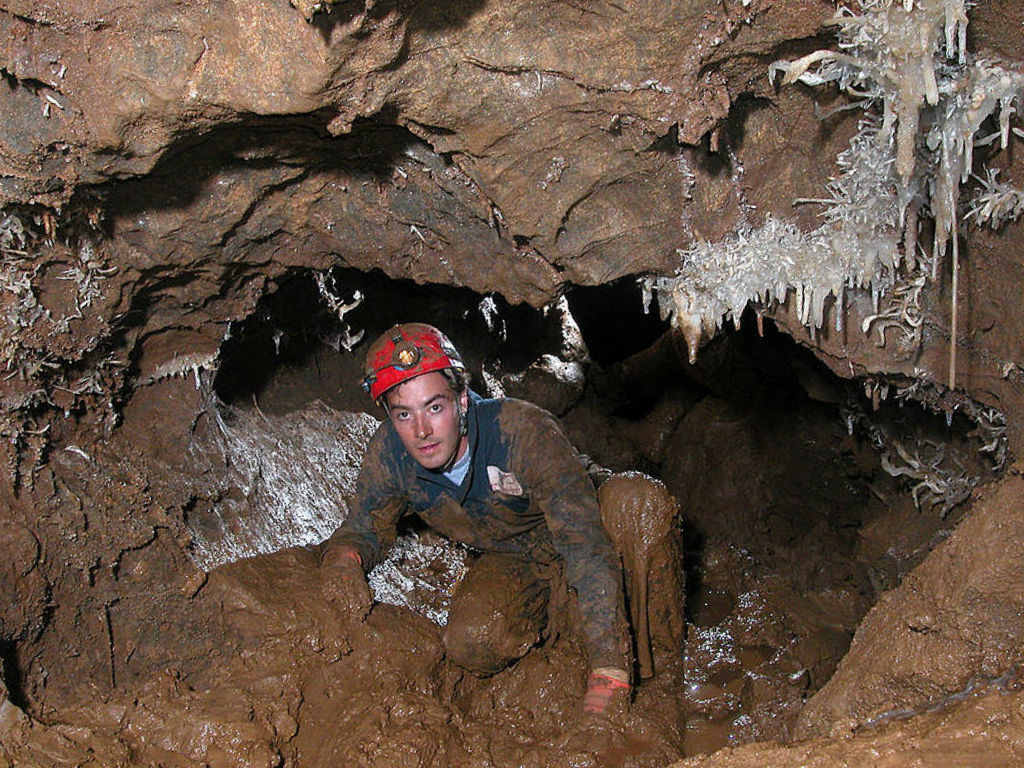
Een speleoloog in de modder.

De speleologie is die tak van de aardwetenschappen die zich bezighoudt met de studie van grotten. Speleo is afgeleid van het Griekse woord spelaion (σπηλαιοv), wat grot betekent.
Hoewel speleologie een serieuze wetenschap is, komt er bij het verkennen van grotten ook een element van sportiviteit, avontuur en moed kijken. Het verkennen van grotten, zeker als zij nog onvolledig bekend zijn, is zeker niet zonder gevaar en vereist vaardigheid en training.
Soms moeten de speleologen onderaardse rivieren volgen waarbij er trajecten volledig onder water staan zodat een duikuitrusting noodzakelijk is.
Speleologie is het best te omschrijven door een vergelijking te maken met enerzijds de wetenschap, anderzijds de sport. Als wetenschap bestudeert de speleologie onder andere de geologie (het ontstaan van gesteentelagen, grotten en druipsteen), de hydrologie (onderaardse waterlopen), de biologie (de fauna en flora in een grot), de paleontologie (overblijfselen van uitgestorven dieren in grotten) en de archeologie (grotschilderingen en werktuigen uit de prehistorie). Ook de geologie van streken waar grotten voorkomen is onderwerp van studie. De speleologie als sport kunnen we vergelijken met de bergsport, omdat voor een groot deel dezelfde technieken en materialen worden gebruikt.
Er zijn drie typen grotten te onderscheiden:
De omvangrijkste en meest voorkomende zijn kalksteengrotten. Deze komen ook ok in België veel voor. Kalksteengrotten grotten ontstaan door inwerking van water in kleine haarscheurtjes in de kalkbodem. Kooldioxide heeft zich namelijk opgelost in regen- en rivierwater. Hierdoor ontstaat via een chemische reactie koolzuur. Het calciumcarbonaat in kalksteen verbindt zich heel makkelijk met het koolzuur houdende water. Door deze aaneenschakeling van chemische reacties en de eroderende werking van water, kunnen kleine scheurtjes in de bodem uitgroeien tot immense gangenstelsels. Tevens ontstaat door de chemische en eroderende werking diverse vormen van kalkafzetting zoals stalactieten/stalagmieten en kalkgordijnen. 
Kalksteengrotten kunnen daardoor heel groot worden. De Flint-Mammoth Cave in de Verenigde Staten omvat bijvoorbeeld 485 kilometer aan gangenstelsels. Ook kunnen ze heel diep worden. De diepst gemeten grot ter wereld bevindt zich in Georgië. De Kroeberagrot, ook wel  Kroebera-Voronia-grot genoemd, heeft een maximale diepte van 2224 meter. In de buurt van deze grot zijn meerdere grotten van dergelijk grote diepte.
Het tweede type grot ontstaat in vulkanisch gesteente. Bij afkoeling van een stroom lava, stolt de buitenkant terwijl de binnenste kern, vloeibare lava verder stroomt. Hierdoor kunnen lange, egale gangen ontstaan. Dit type komt veel voor op de Canarische eilanden en dichter bij huis; in het Sauerland.
Het laatste type, de zandsteengrot, wordt gevormd door erosie, door werking van wind en water. Hierbij ontstaan geen omvangrijke gangen stelsels, maar blijft het beperkt tot de vorming van kleine holtes. Deze zijn veel te vinden in de Amerikaanse staat Utah.

## Speleologie als sport
Er is een aantal grotten waar het onder begeleiding mogelijk is om speleologie als outdoor activiteit te bedrijven. Vanwege de schade die grotten oplopen door grootschaliger toeristisch gebruik, worden steeds meer grotten afgesloten voor toeristisch gebruik. Grotten in de Ardennen die veel door amateurspeleologen en als outdoor-activiteit werden (en worden) uitgebaat zijn onder andere de grotten van Sainte-Anne, de Trou de l'Eglise en de Trou d'Haquin.
Naast het bezwaar van schade en vervuiling veroorzaakt door de mens, kan speleologie ("caving") ook gevaarlijk zijn, vooral voor amateurspeleologen en toeristen die onvoorbereid een grot ingaan. Het is dan ook regelmatig voorgekomen dat zij verwond raakten of omkwamen in grotten. Voorbeelden van gevaren zijn:
- Letsel door een val, instorting of uitsteekels.
- Instortingen of overstromingen die bezoekers de uitweg kunnen afsnijden. Dit brengt tevens het risico van letsel of verdrinking met zich mee. Overstromingen kunnen zich zeer plotseling voordoen bij hevige regenval of overstromingen bovengronds waardoor het water de grot inloopt.
- Uitputting.
- Verdwaling en desorientering.
- Verhongering en verdorsting.
- Onderkoeling. De temperatuur in een grot is vaak lager dan de dagtemperatuur bovengronds. Wanneer men nat wordt of er tocht staat, koelt men nog sneller af, vooral wanneer het water in de grot smeltwater is met een temperatuur van slechts enkele graden boven het vriespunt.
- "Bad air", lucht met een te laag zuurstofgehalte of een te hoog gehalte aan giftige gassen zoals kooldioxide of waterstofsulfide. Als de concentratie giftige gassen hoog genoeg of de concentratie zuurstof laag genoeg is, volgt bewusteloosheid zonder enige waarschuwing na een enkele ademteug, waarna men binnen enkele minuten sterft. Dit is met name een risico bij luchtbellen in onderwatergrotten, waar deze door natuurlijke processen gevormde gassen of door (eerdere) bezoekers uitgeademd kooldioxide zich kunnen ophopen.
- Immobiel worden doordat men vast komt te zitten of iets breekt; hierdoor wordt men kwetsbaarder.
- Contact met ziekteverwekkers, onder andere leptospirose van urine van ratten en histoplasmose uit uitwerpselen van vogels en vleermuizen, waarmee water in de grot vervuild kan zijn.

Amateurspeleologen en speleologieverenigingen nemen dan ook maatregelen, waaronder touwen, lampen, helmen, dikke kleding of wetsuits, eventueel voorraden, kennis van de (weers)omstandigheden, en slechts in groepen van 3 of meer de grot ingaan. Reddingsacties in grotten zijn zeer complex en tevens riskant voor de redders.
Grotduiken is het duiken in grotten die onder water staan. Dit is riskanter dan oppervlakteduiken, en zelfs ervaren duikers dienen daarbovenop nog een speciale training te hebben gevolgd voor grotduiken. Ook hier geldt dat reddingsacties complex en riskant zijn; bovendien is het meestal te laat, omdat duikers die vastzitten of verdwalen vanwege de beperkte luchtvoorraad al stikken of verdrinken voordat de redders ter plaatse zijn.

## Speleoloog
Enkele Franse speleologen zijn onder andere Édouard-Alfred Martel, Robert de Joly en Norbert Casteret.